# Pont Eiffel (Viana do Castelo)
Pour les articles homonymes, voir Pont Eiffel.
Le pont Eiffel est un viaduc métallique construit par la société Eiffel en 1878, qui traverse le fleuve Lima près de son embouchure, à Viana do Castelo, Portugal.

## Caractéristiques
C'est un viaduc à poutre en treillis, mixte rail-route à deux niveaux, avec des approches sur treillis et piliers de fonte. Sa longueur est de 645 m.
Le chemin de fer passe à l'intérieur de la poutre, tandis que la circulation automobile emprunte le tablier supérieur, dont la largeur, après des travaux importants, est passée en 2007 de 6,88 m à 8 m. 

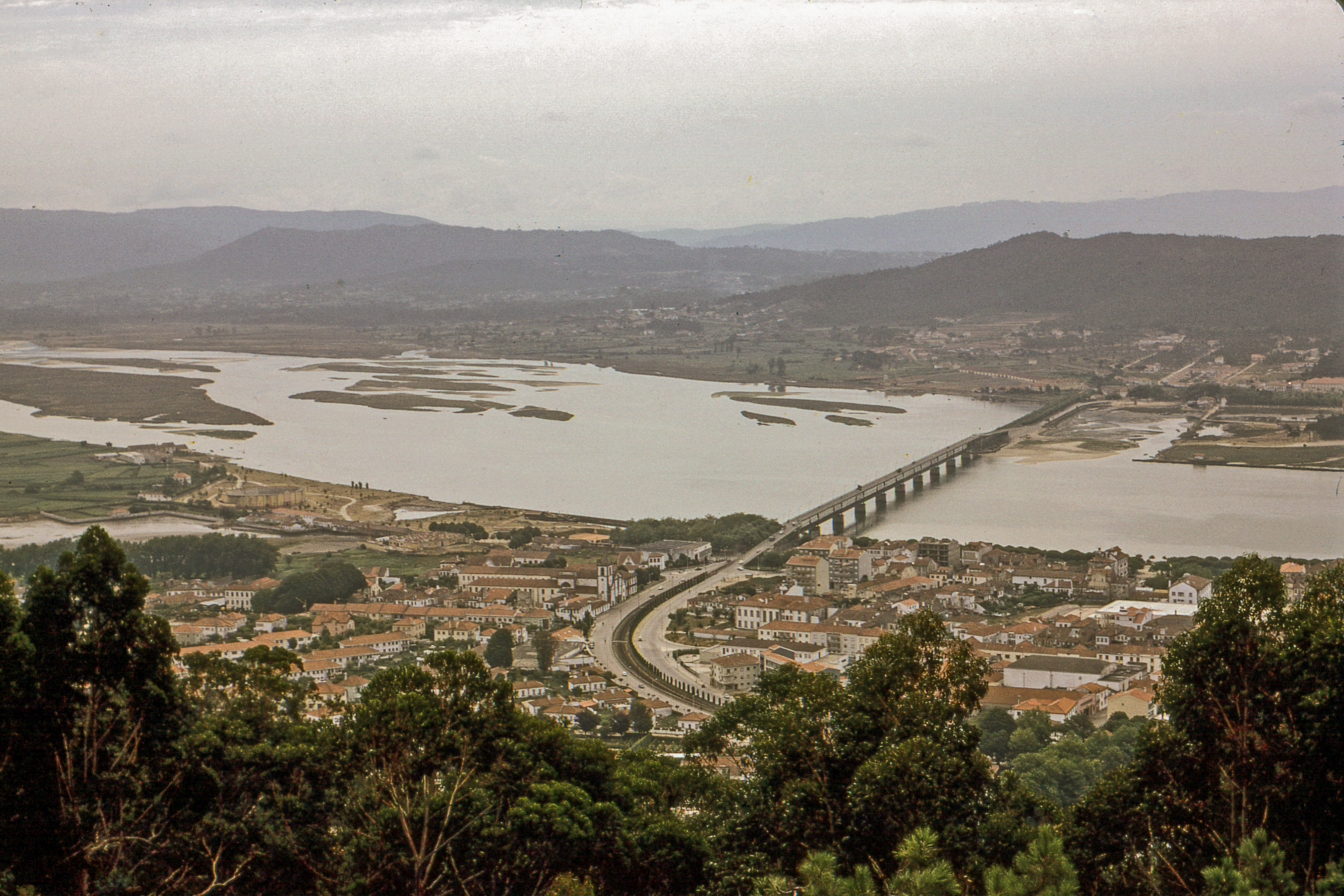
Pont Eiffel sur le Rio Lima, vu de Sainte Lucie.
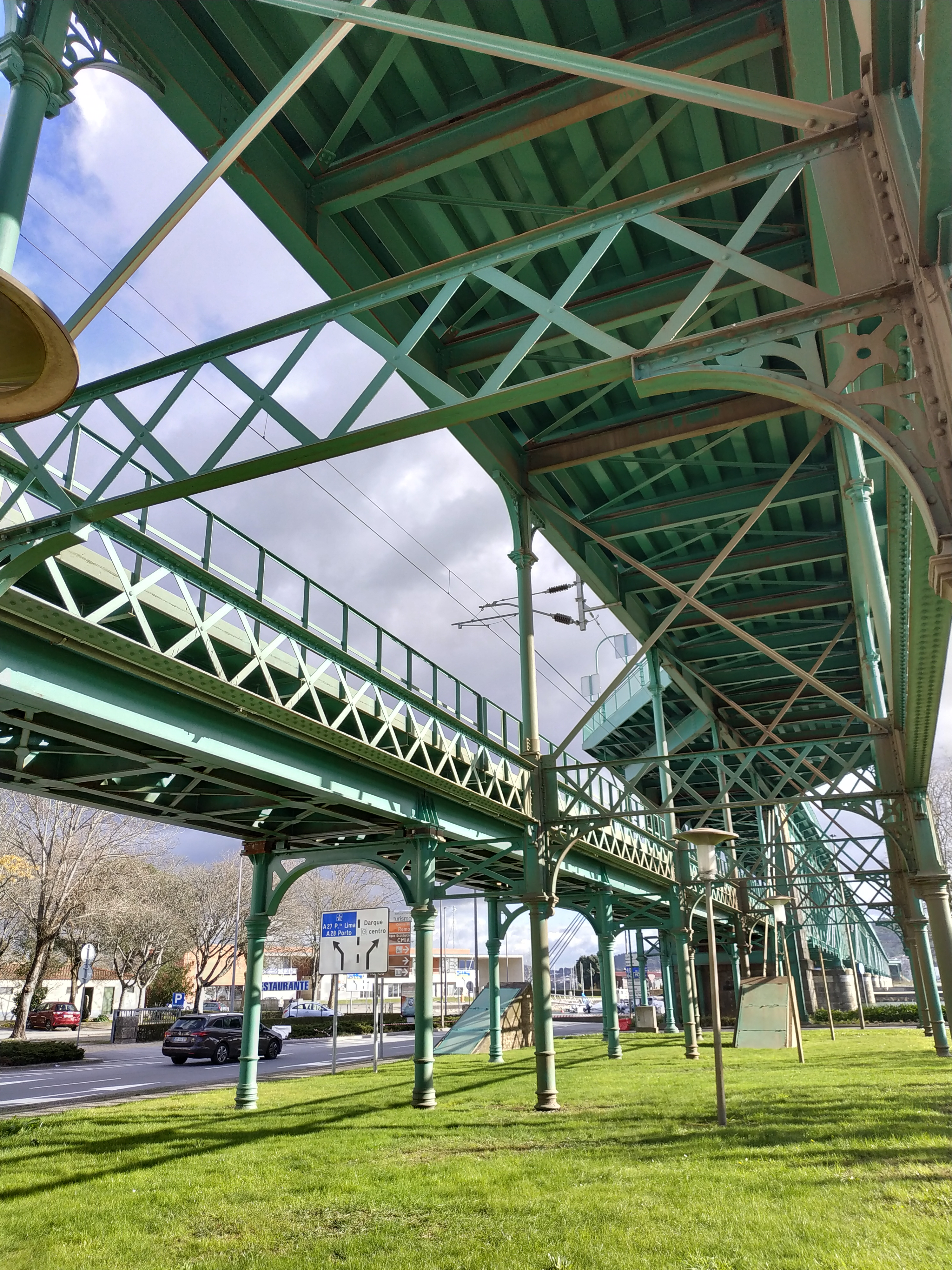
Approches sur deux niveaux.
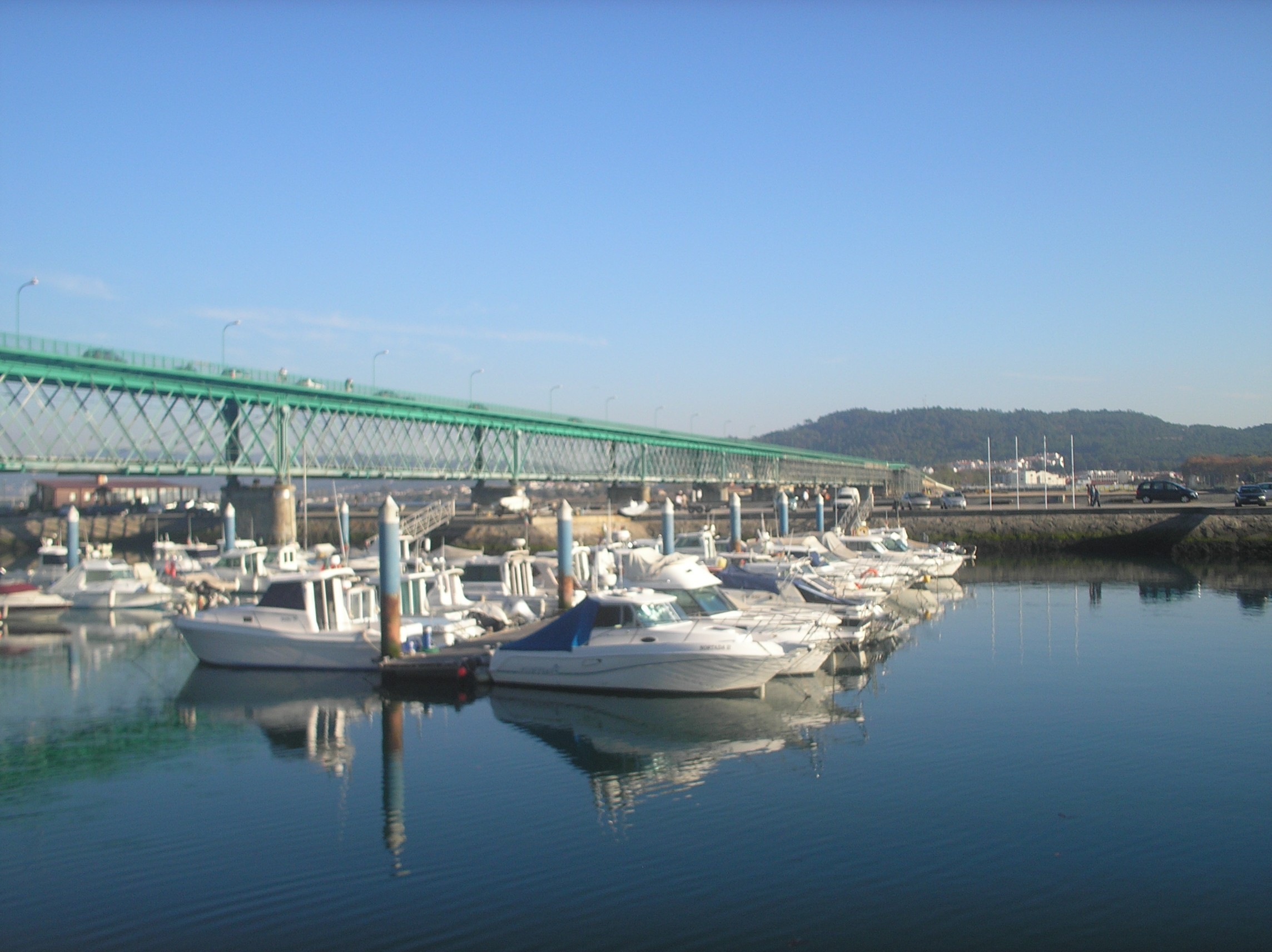
Pont Eiffel et rivage de Viana do Castelo.